# Kudłaczek i Bąbelek
Kudłaczek i Bąbelek – fikcyjni awanturnicy i detektywi, będący bohaterami komiksów autorstwa Tadeusza Baranowskiego.

## Historia publikacji
Kudłaczek i Bąbelek pojawili się na łamach Świata Młodych w roku 1976 w serii Prapradziadka Hieronima opowieści dziwnej treści. Pierwsza historia z ich udziałem została wydana w 1985 roku jako część albumu Skąd się bierze woda sodowa… i nie tylko, gdzie na potrzeby albumu Baranowski przerysował część kadrów komiksu. Pojawiający się tam gag z nieopowiedzianym przez wodza Wielkiego Niepokoju dowcipem został uznany za jeden z najbardziej kultowych w polskim komiksie. Jak po latach autor wspominał, żart ten istniał w scenariuszu, jednakże redakcja Świata Młodych stwierdziła, że jest nieodpowiedni dla młodzieży i kazała mu go usunąć.
Następnym komiksem z udziałem bohaterów był w Pustyni i paszczy wydany w albumie Na co dybie w wielorybie czubek Eskimosa z 1980 roku. W tym samym albumie Kudłaczek i Bąbelek pojawili się w drugiej historii Co w kaloryferze piszczy z udziałem Orient Mena, gdzie stali za wykręconym mu dowcipem.
Ostatnią historią ze Świata Młodych był Przepraszam remanent, zmieniony w późniejszych latach na Na Tropie i Za-gatki, by odróżnić od innego albumu autora o podobnym tytule, z udziałem profesora Nerwosolka.
W 2010 roku Ongrys wydał album Na wypadek wszelki woda, soda i Bąbelki (oraz Kudłaczki) będący ostatnim komiksem z udziałem Kudłaczka i Bąbelka.

## Komiksy
| Tytuł                                                    | Pierwsze wydanie w prasie | Pierwsze wydanie albumowe | Uwagi                                                                  |
| -------------------------------------------------------- | ------------------------- | ------------------------- | ---------------------------------------------------------------------- |
| Skąd się bierze woda sodowa                              | 1976, „Świat Młodych”     | 1982                      |                                                                        |
| Przepraszam remanent                                     | 1976, „Świat Młodych”     | 2004                      |                                                                        |
| W pustyni i w paszczy                                    | 1977, „Świat Młodych”     | 1980                      | Wydany jako część albumu Na co dybie w wielorybie czubek nosa Eskimosa |
| Na wypadek wszelki woda, soda i Bąbelki (oraz Kudłaczki) |                           | 2010                      | album pożegnalny                                                       |

## Bohaterowie
Wesoły Zyzio „Buffalo” Kudłaczek – poszukiwacz przygód i detektyw, przyjaciel Bąbelka. Wysoki chudzielec o gęstej brodzie. Przesądny, jednocześnie spokojny i opanowany. Z wody sodowej lubi sodę.
Munio „Bill” Bąbelek – poszukiwacz przygód i detektyw, przyjaciel Kudłaczka. Niski i korpulentny krótkowidz w okularach. Nieco bardziej porywczy od swego kompana. Z wody sodowej lubi wodę.
Wielki Niepokój – wódz Indian. Jego rządy cieszą się dobrobytem wśród Indian. Jego pasją jest opowiadanie dowcipów. Jego sztandarowym żartem jest dowcip o gąsce Balbince, który ze względu na swą sprośność nigdy nie jest opowiedziany.